# J1 League
J1 League (J1リーグ Jē-wan Rīgu), còn gọi là J1 hay Meiji Yasuda J1 League (明治安田J1リーグ Meiji Yasuda Jē-wan Rīgu) vì lý do tài trợ, là hạng đấu cao nhất của Giải bóng đá chuyên nghiệp Nhật Bản (日本プロサッカーリーグ Nippon Puro Sakkā Rīgu, ). Được thành lập vào năm 1992, đây là một trong những giải đấu thành công nhất trong các giải đấu cấp câu lạc bộ tại châu Á và là giải đấu duy nhất được xếp hạng 'A' bởi AFC. Hiện tại, J1 League là giải đấu cao nhất trong hệ thống các giải bóng đá Nhật Bản.

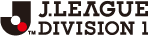
Biểu tượng cũ

Vissel Kobe đã bảo vệ thành công danh hiệu thứ hai liên tiếp của mình vào mùa giải 2024, sau khi từng vô địch vào mùa giải 2023.

## Lịch sử

### Các giai đoạn của J1

#### Trước khi thành lập giải chuyên nghiệp (1992 trở về trước)
Trước khi J.League ra đời, giải bóng đá cấp câu lạc bộ cao nhất khi đó là Nihon Sakkā Rīgu (日本サッカーリーグ), gồm các CLB nghiệp dư. Được tham dự đông đảo trong thời kì phát triển bùng nổ của nước Nhật cuối những năm 1960 và đầu những năm 1970 (khi đội tuyển quốc gia Nhật Bản giành huy chương đồng Olympic tại Thế vận hội năm 1968 ở Mexico), giải này đã đi xuống trong những năm 1980, nói chung là tình hình xấu đi trên toàn thế giới. Người hâm mộ ít ỏi, sân bãi chất lượng thấp và ĐTQG Nhật Bản cũng không ngang tầm với các cường quốc châu Á. Nhằm nâng cao trình độ thi đấu trong nước, cố gắng thu hút nhiều người hâm mộ hơn và tăng cường sức mạnh cho đội tuyển quốc gia, Hiệp hội bóng đá Nhật Bản (JFA) đã quyết định thành lập giải đấu chuyên nghiệp.
Liên đoàn bóng đá chuyên nghiệp, J.League được thành lập vào năm 1992, với tám đội bóng được rút ra từ Giải hạng nhất, một đội từ Giải hạng hai và Shimizu S-Pulse mới thành lập. Đồng thời, Nihon Sakkā Rīgu đổi tên và trở thành Japan Futtobōru Līgu trước đây, một giải đấu bán chuyên nghiệp. Mặc dù J.League mới chính thức ra mắt cho đến năm 1993, thì cúp Yamazaki Nabisco đã được tổ chức giữa mười CLB vào năm 1992, để chuẩn bị cho mùa giải khai mạc.

#### Mùa giải mở đầu và quảng bá J.League (1993–1995)
J.League chính thức khởi tranh mùa giải đầu tiên với 10 câu lạc bộ vào ngày 15 tháng 5 năm 1993 khi Verdy Kawasaki (hiện tại là Tokyo Verdy) tiếp đón Yokohama Marinos (hiện tại là Yokohama F. Marinos) trên Sân vận động Quốc gia Kasumigaoka.

#### Giai đoạn sau (1996–1999)
Cho dù giải đấu gặt hái nhiều thành công trong ba năm đầu tiên, tới đầu năm 1996, số lượng người tham dự giải đấu sụt giảm nhanh chóng. Năm 1997, số người tham dự trung bình là 10.131, so với hơn 19.000 người vào năm 1994. Đáng chú ý, huấn luyện viên Arsène Wenger đã tiếp quản Nagoya Grampus Eight trong thời gian này.

#### Thay đổi cơ sở vật chất và thể thức thi đấu (1999–2004)
Ban lãnh đạo của giải đấu cuối cùng cũng nhận ra rằng họ đang đi sai hướng. Để giải quyết vấn đề, ban lãnh đạo đã đưa ra hai giải pháp.
Đầu tiên, họ công bố Tầm nhìn Trăm năm của J.League, trong đó đặt mục tiêu thành lập 100 câu lạc bộ bóng đá chuyên nghiệp ở Nhật Bản đến năm 2092, cũng là mùa giải thứ một trăm. Liên đoàn cũng khuyến khích các CLB quảng bá các hoạt động thể thao và sức khỏe, có thể liên quan đến bóng đá hoặc hoặc thậm chí không liên quan đến bóng đá, giành lấy sự tài trợ địa phương và xây dựng mối quan hệ tốt đẹp với quê hương của họ ở cấp cơ sở. Liên đoàn tin rằng điều này sẽ cho phép các câu lạc bộ gắn kết với thành phố và thị trấn tương ứng của họ, nhận được hỗ trợ từ chính quyền địa phương, các công ty và quần chúng nhân dân. Nói cách khác, các CLB sẽ có thể dựa vào người dân địa phương, thay vì chỉ là các nhà tài trợ lớn của quốc gia.
Thứ hai, cơ sở hạ tầng của giải đấu đã thay đổi rất nhiều vào năm 1999. Liên đoàn mua lại 9 câu lạc bộ từ Japan Futtobōru Līgu bán chuyên, cùng một CLB từ J.League, tạo ra một hệ thống hai giải đấu. Ttrở thành J.League Division 1 (J1) với 16 đội, J.League Division 2 (J2) ra mắt với mười đội vào năm 1999. Giải bóng đá hạng nhì Nhật Bản trước đây thì trở thành giải hạng ba.
Ngoài ra, cho đến năm 2004 (ngoại trừ mùa giải 1996), mùa giải J1 được chia thành hai phần. Vào cuối mỗi mùa giải, đương kim vô địch của mỗi phần sẽ đấu trận hai lượt đi-về nhằm xác định đội chiến thắng chung cuộc và đội á quân. Júbilo Iwata năm 2002 và Yokohama F. Marinos năm 2003, đã giành chiến thắng ở cả hai lượt của mùa giải tương ứng, do đó các đội này không cần phải tham dự thêm trận playoff. Đây cũng là một phần lí do mà sau này giải đấu bãi bỏ hệ thống chia mùa, bắt đầu từ năm 2005.

#### Thể thức châu Âu & AFC Champions League (2005–2008)
Kể từ mùa giải 2005, J.League Division 1 bao gồm 18 câu lạc bộ (từ 16 CLB vào năm 2004) và thể thức của mùa giải trở nên giống với bóng đá châu Âu. Số câu lạc bộ xuống hạng cũng tăng từ 2 lên 2,5, với đội đứng thứ 3 đến đứng bét sẽ tham dự Trận tranh Lên/Xuống hạng với đội hạng ba J2. Kể từ đó, ngoài một vài điều chỉnh nhỏ, giải đấu vẫn ổn định.
Trong những năm đầu, các đội bóng Nhật Bản không coi trọng AFC Champions League, một phần là do khoảng cách di chuyển và các đội bóng liên quan. Tuy nhiên, tại mùa giải Champions League 2008, ba đội bóng của Nhật Bản đã lọt vào tứ kết.
Tuy nhiên, trong những năm gần đây, với việc bao gồm A-League ở Đông Á, sự ra mắt của Giải vô địch bóng đá thế giới các câu lạc bộ, và thị trường bóng đá tăng cao ở lục địa châu Á, cả giải đấu và các đội bóng đã chú ý nhiều hơn đến các giải đấu tại châu lục này. Ví dụ, CLB Kawasaki Frontale đã xây dựng được một lượng người hâm mộ đáng kể tại Hồng Kông, nhờ việc họ tham dự Champions League châu Á mùa giải 2007. Những nỗ lực không ngừng đã dẫn đến thành công của Urawa Red Diamonds năm 2007, và Gamba Osaka năm 2008. Nhờ công tác quản lí giải đấu đầy xuất sắc và khả năng cạnh tranh tại mọi đấu trường Á châu, AFC đã trao cho J.League thứ hạng cao nhất, và có tổng cộng tới bốn suất tham dự bắt đầu từ mùa giải 2009. Liên đoàn coi đây là cơ hội để bán bản quyền truyền hình cho nước ngoài, đặc biệt là khu vực toàn châu Á.
Cũng bắt đầu từ mùa giải 2008, đội đoạt Cúp Thiên Hoàng sẽ được tham dự Champions League mùa giải kế tiếp, thay vì phải chờ cả năm (tức là đương kim vô địch Cúp Hoàng Đế 2005, là Tokyo Verdy, tham dự ngay mùa giải ACL 2007, thay vì mùa giải 2006). Để khắc phục vấn đề tụt hậu kéo dài một năm này, nhà vô địch Cúp Thiên Hoàng 2007, CLB Kashima Antlers đã được miễn thi đấu. Tuy nhiên, chính Kashima Antlers đã kết thúc mùa giải ACL 2009 bằng chức vô địch J.League mùa giải 2008.

#### Giai đoạn hiện đại (2009–2016)
Ba sự thay đổi lớn được thấy từ mùa giải 2009. Đầu tiên, bắt đầu từ mùa giải này, có tới bốn suất CLB được tham dự AFC Champions League. Thứ hai, số suất xuống hạng tăng lên ba. Cuối cùng, vị trí cầu thủ AFC cũng được triển khai bắt đầu từ mùa giải này. Mỗi đội bóng sẽ được phép sở hữu tổng cộng bốn cầu thủ ngoại quốc; tuy nhiên, chỉ một vị trí được dành cho cầu thủ đến từ nước AFC mà không phải Nhật Bản. Ngoài ra, theo yêu cầu của việc trở thành thành viên Liên đoàn bóng đá châu Á, vào năm 2012, Giấy phép Câu lạc bộ J.League đã trở thành tiêu chí xác định liệu một CLB có được phép lên hạng cao hơn trong các giải đấu cấp độ chuyên nghiệp hay không. Ngoài ra, không có thay đổi nào khác xảy ra với J.League Division 1 khi mà số lượng CLB vẫn giữ nguyên ở mức 18 đội.
Năm 2015, J.League Division 1 chính thức đổi tên thành J1 League. Ngoài ra, thể thức giải đấu thay đổi thành hệ thống ba giai đoạn. Mùa giải được chia thành giai đoạn đầu tiên và thứ hai, sau đó là giai đoạn vô địch thứ ba và cuối cùng. Giai đoạn thứ ba bao gồm ba đến năm đội. Đội tích lũy được điểm số cao nhất mỗi giai đoạn và ba điểm tích lũy cao nhất cho toàn mùa giải thì sẽ đủ điều kiện. Nếu cả hai đội vô địch giai đoạn này đều lọt vào danh sách ba đội dẫn đầu của mùa giải, thì chỉ có ba đội đủ điều kiện tham dự vòng đấu vô địch. Các đội này sau đó sẽ tham dự vòng đấu loại trực tiếp vô địch, nhằm quyết định đội bóng sẽ giành chức vô địch.

#### Hiện nay (2017–)
Mặc dù định dạng đa giai đoạn mới ban đầu được báo cáo là đã bị khóa lại tới năm mùa, do phản ứng tiêu cực từ bộ phận người hâm mộ khó tính và không thu hút được những người hâm mộ bình thường, sau năm 2016, định dạng này bị loại bỏ, nhằm quay trở lại hệ thống đơn giai đoạn. Từ năm 2017, đội nào tích lũy được nhiều điểm nhất sẽ lập tức được vinh danh là nhà vô địch, sẽ không có giai đoạn vô địch nào diễn ra vào cuối mùa giải và từ năm 2018, hai CLB đứng cuối cùng sẽ xuống hạng, CLB đứng thứ 16 thì tham gia trận playoff với đội J2, toàn thắng loạt trận playoff thì thăng hạng. Nếu đội nào thắng trong trận playoff J2, thì được thăng hạng, với đội J1 vừa bị xuống hạng, nếu không đội J1 có thể giữ được vị trí của mình trong J1 League với việc thăng hạng thất bại của đội J2.
Tháng 11 năm 2017, Urawa Red Diamonds đã chơi trận chung kết AFC Champions League với Al Hilal. Sau trận hòa ở lượt đi, Urawa Red Diamonds thắng trận lượt về với tỷ số 1-0 và lên ngôi vô địch châu Á. Trong 10–15 năm qua, các câu lạc bộ bóng đá Nhật Bản đã vươn lên không chỉ ở châu lục mà còn trên trường quốc tế. Các đội Gamba Osaka và Urawa Red Diamonds đều đã lên ngôi vô địch châu Á và tham dự Giải vô địch bóng đá thế giới các câu lạc bộ, luôn đặt mục tiêu ít nhất là vào bán kết. Kashima Antlers đã lọt vào chung kết của giải này năm 2016, cuối cùng thua Real Madrid.
J.League sẽ chuyển sang lịch mùa giải châu Âu kể từ mùa giải 2026–27.

### Các mốc thời gian
| Năm  | Sự kiện quan trọng | # J | # ACL | Xuống hạng |
| ---- | --- | --- | ----- | ---------- |
| 1989 | - JFA thành lập một ủy ban đánh giá giải chuyên nghiệp. |     |       |            |
| 1990 | - Ủy ban đánh giá tiêu chuẩn cho các câu lạc bộ chuyên nghiệp - 15 tới 20 câu lạc bộ từ Japan Soccer League đăng ký là thành viên của giải đấu chuyên nghiệp |     |       |            |
| 1992 | - Giải chuyên nghiệp, J.League được thành lập với 10 câu lạc bộ: - Gamba Osaka, JEF United Ichihara, Nagoya Grampus Eight, Sanfrecce Hiroshima, Urawa Red Diamonds, Verdy Kawasaki, Yokohama Flügels, và Yokohama Marinos (từ giải JSL hạng Nhất cũ) - Kashima Antlers (lên từ giải hạng Nhì) - Shimizu S-Pulse (mới thành lập, CLB không công ty). - Giải bóng đá Nhật Bản (JSL) trở thành hạng đấu thứ 2 Giải bóng đá Nhật Bản (cũ) - J.League tổ chức cúp liên đoàn đầu tiên với 10 đội                                                  |     |       |            |
| 1993 | - J.League chính thức khởi tranh mùa giải đầu tiên | 10  |       |            |
| 1994 | - Hai câu lạc bộ tiếp theo lên hạng từ Giải bóng đá Nhật Bản: Júbilo Iwata và Bellmare Hiratsuka | 12  |       |            |
| 1995 | - Hai câu lạc bộ tiếp theo lên hạng từ Giải bóng đá Nhật Bản: Cerezo Osaka và Kashiwa Reysol - Hệ thống tính điểm được giới thiệu lần đầu tiên: một câu lạc bộ nhận 3 điểm cho một trận thắng, 1 điểm cho một trận thua penalty, và 0 điểm cho một trận thua thông thường hoặc sau hiệp phụ. | 14  |       |            |
| 1996 | - Hai câu lạc bộ tiếp theo lên hạng từ Giải bóng đá Nhật Bản: Kyoto Purple Sanga và Avispa Fukuoka - Giải đấu áp dụng thể thức một lượt - Lượng khán giả trung bình J.League thấp kỷ lục 10,131 | 16  |       |            |
| 1997 | - Câu lạc bộ tiếp theo lên hạng từ Giải bóng đá Nhật Bản: Vissel Kobe - Giải đấu trở lại thể thức hai giai đoạn - Hệ thống tính điểm thay đổi: một câu lạc bộ nhận 3 điểm cho một trận thắng thông thường, 2 điểm khi thắng sau hiệp phụ, 1 điểm sau khi thắng bằng penalty, và 0 điểm cho một trận thua. | 17  |       |            |
| 1998 | - Câu lạc bộ tiếp theo lên hạng từ Giải bóng đá Nhật Bản: Consadole Sapporo - Yokohama Flügels thông báo rằng họ sẽ hợp nhất với đội cùng thành phố Yokohama Marinos vào mùa giải 1999 - Công bố Tầm nhìn Trăm năm J.League - Thông báo hợp nhất hai giải đấu bắt đầu từ mùa 1999 - Tổ chức Giải Lên hạng J.League để xác định đội lên / xuống hạng. Kết quả, Consadole Sapporo trở thành đội đầu tiên xuống hạng. | 18  |       |            |
| 1999 | - Yokohama Marinos hợp nhất cùng Yokohama Flügels và trở thành Yokohama F. Marinos - Sút luân lưu được loại bỏ ở cả hai hạng đấu; tuy nhiên, bàn thắng vàng trong hiệp phụ vẫn còn - The points system changes: một câu lạc bộ nhận 3 điểm cho một trận thắng thông thường, 2 điểm khi thắng sau hiệp phụ, và 1 điểm cho một trận hòa - Giải bóng đá Nhật Bản (cũ) được tổ chức lại, trở thành giải thứ 3 Giải bóng đá Nhật Bản. Ghi chú: Để phân biệt giữa giải cũ và JFL hiện tại, giải JFL is được gọi là Giải bóng đá Nihon ở Nhật Bản. | 16  |       | 2          |
| 2000 | | 16  |       | 2          |
| 2001 | | 16  |       | 2          |
| 2002 | | 16  | 2     | 2          |
| 2003 | - Hiệp phụ được loại bỏ tại giải Hạng 1 và hệ thống tính điểm 3–1–0 được sử dụng | 16  | 2     | 2          |
| 2004 | - Không có xuống hạng mùa giải này, giải đấu cao nhất sẽ mở rộng lên 18 đội từ mùa giải sau đó - Bắt đầu hai lượt đi-về Trận tranh Lên/Xuống hạng J. League | 16  | 2     | 0.5        |
| 2005 | - J.League Hạng 1 mở rộng lên 18 đội - J.League Hạng 1 thi đấu mùa giải đơn | 18  | 2     | 2.5        |
| 2006 | - Bàn thắng sân khách được sử dụng tại Yamazaki Nabisco Cup và Trận tranh Lên/Xuống hạng J. League - Thành lập ủy ban mở rộng J.League - Đưa trở lại Thành viên Liên kết J. League | 18  | 2     | 2.5        |
| 2007 | - Đội vô địch J.League tham dự FIFA Club World Cup với tư cách chủ nhà trong hai mùa giải kế tiếp Ghi chú: Nếu một câu lạc bộ Nhật Bản vô địch AFC Champions League, chủ nhà sẽ mất quyền này. - Urawa Red Diamonds trở thành câu lạc bộ đầu tiên vô địch AFC Champions League kể từ khi khai sinh giải đấu được đổi tên năm 2002. | 18  | 2     | 2.5        |
| 2008 | - Gamba Osaka vô địch AFC Champions League 2008, chức vô địch thứ hai liên tiếp của một câu lạc bộ Nhật Bản. | 18  | 2 + 1 | 2.5        |
| 2009 | - Bốn câu lạc bộ tham dự AFC Champion League. - Bổ sung suất ngoại binh thứ 4, là cầu thủ AFC - Trận tranh Lên/Xuống hạng J. League được loại bỏ và câu lạc bộ xếp thứ 16 xuống hạng luôn. | 18  | 4     | 3          |
| 2010 | | 18  | 4     | 3          |
| 2011 | - Đương kim vô địch J.League sẽ đủ điều kiện tham dự Giải vô địch bóng đá thế giới các câu lạc bộ với tư cách là chủ nhà trong hai mùa tiếp theo một lần nữa. |     |       |            |
| 2012 | | 18  | 4     | 3          |
| 2013 | | 18  | 4     | 3          |
| 2014 | | 18  | 4     | 3          |
| 2015 | - J.League khôi phục thể thức chia mùa cho năm mùa giải kế tiếp. - Đương kim vô địch J.League sẽ đủ điều kiện tham dự Giải vô địch bóng đá thế giới các câu lạc bộ với tư cách là chủ nhà trong hai mùa tiếp theo một lần nữa. | 18  | 4     | 3          |
| 2016 | - Đương kim vô địch J.League sẽ đủ điều kiện tham dự Giải vô địch bóng đá thế giới các câu lạc bộ với tư cách là chủ nhà. - Kashima Antlers lọt vào Chung kết Giải vô địch bóng đá thế giới các câu lạc bộ 2016, trở thành đội bóng châu Á đầu tiên và duy nhất của Nhật Bản lọt vào Chung kết, kết thúc với huy chương bạc. | 18  | 4     | 3          |
| 2017 | - J.League khôi phục thể thức đơn mùa giải chỉ sau hai mùa giải. - Urawa Red Diamonds vô địch AFC Champions League 2017 và trở thành đội bóng Nhật Bản đầu tiên vô địch giải đấu nàyt tới hai lần. | 18  | 4     | 3          |
| 2018 | - J.League triển khai trận playoff lên-xuống hạng giữa CLB thứ 16 của J1 và đội thắng trong trận playoff của J2. - Kashima Antlers vô địch AFC Champions League 2018, trở thành đội bóng thứ ba duy nhất của Nhật Bản vô địch giải đấu này. Kashima tiếp tục đứng thứ 4 tại Giải vô địch bóng đá thế giới các câu lạc bộ 2018, là thành tích tốt nhất của một đội bóng Nhật Bản tại Giải vô địch bóng đá thế giới các câu lạc bộ được tổ chức ở nước ngoài, bên ngoài nước Nhật.                                                            | 18  | 4     | 2.5        |
| 2019 | - J.League thực hiện một quy tắc mới dành cho người ngoại quốc. Các CLB J1, J2 và J3 có thể chiêu mộ bao nhiêu cầu thủ nước ngoài tuỳ thích, nhưng chỉ có 5 (J1) hoặc 4 (J2 và J3) cầu thủ được phép có mặt trong đội hình thi đấu chính thức. Gỡ bỏ "Suất cho người châu Á". Các cầu thủ đến từ một số quốc gia đối tác của J.League như Thái Lan, Việt Nam, v.v. thì không tính là ngoại quốc. | 18  | 4     | 2.5        |
| 2020 | - Không có sự xuống hạng do đại dịch COVID-19. | 18  | 3     | 0          |
| 2021 | - Mở rộng giải đấu lên 20 câu lạc bộ. | 20  | 3     | 4          |
| 2022 | - Giải đấu thu hẹp trở lại 18 đội bóng. | 18  | 3     | 2.5        |
| 2023 | - Từ mùa giải 2024 trở đi, J1 League, J2 League và J3 League sẽ đều có 20 câu lạc bộ. Do vậy, hệ thống lên-xuống hạng ở mùa giải 2023 được điều chỉnh sao cho phù hợp. | 18  | 3     | 1          |
| 2024 | - J1 League chính thức mở rộng giải đấu lên 20 câu lạc bộ từ mùa giải 2024. Từ mùa giải này, hệ thống playoff lên-xuống hạng giữa J1 và J2 chính thức bị hủy bỏ, thay vào đó 3 đội xếp cuối J1 xuống hạng ngay lập tức. | 20  | ?     | 3          |

## Mùa giải

### Thể thức
Hai mươi đội bóng sẽ thi đấu vòng tròn hai lượt (nhà và khách), tổng cộng là 38 trận mỗi đội. Mỗi câu lạc bộ sẽ nhận 3 điểm cho một trận thắng, 1 điểm cho một trận hòa và 0 điểm khi thua.. Thứ hạng sẽ xếp theo điểm, nếu bằng điểm sẽ xét theo thứ tự sau: 
- Hiệu số bàn thắng
- Số bàn thắng
- Thành tích đối đầu
- Điểm kỉ luật

Bốc thăm sẽ được định đoạt, nếu cần thiết. Tuy nhiên, nếu hai đội cùng xếp thứ nhất, thì cả hai đội sẽ đồng vô địch. Ba đội dẫn đầu sẽ tham dự AFC Champions League mùa tiếp theo, trong khi đó ba đội cuối bảng sẽ xuống chơi tại J2.
Tiền thưởng (2020)
- Vô địch: 300.000.000 Yên
- Á quân: 120.000.000 Yên
- Hạng ba: 60.000.000 Yên
- Hạng tư: 60.000.000 Yên
- Hạng năm: 40.000.000 Yên
- Hạng sáu: 20.000.000 Yên
- Hạng bảy: 10.000.000 Yên

#### Quỹ J League phân phối cho 4 CLB hàng đầu (từ 2017)
- Vô địch: 1.550.000.000 yên
- Á quân: 700.000.000 yên
- Hạng ba: 350.000.000 yên
- Hạng tư: 180.000.000 yên

### Các câu lạc bộ tham dự
| Câu lạc bộ          | Năm gia nhập | Số mùa tại J1 | Trụ sở                        | Mùa đầu tiên tại giải cao nhất | Số mùa tại giải cao nhất | Giai đoạn hiện tại ở giải cao nhất | Lần gần nhất Vô địch |
| ------------------- | ------------ | ------------- | ----------------------------- | ------------------------------ | ------------------------ | ---------------------------------- | -------------------- |
| Albirex Niigata     | 1999 (J2)    | 12            | Niigata & Seiro, Niigata      | 2004                           | 11                       | 2004—                              | —                    |
| Kashima Antlers     | 1993         | 23            | Tây Nam của Ibaraki           | 1985                           | 26                       | 1993—                              | 2009                 |
| Shonan Bellmare     | 1994         | 9             | Nam và Trung Kanagawa         | 1972                           | 27                       | 2015—                              | 1981                 |
| Yokohama F. Marinos | 1993         | 23            | Yokohama & Yokosuka, Kanagawa | 1979                           | 35                       | 1982—                              | 2004                 |
| Kawasaki Frontale   | 1999 (J2)    | 12            | Kawasaki, Kanagawa            | 1977                           | 14                       | 2005—                              | —                    |
| Gamba Osaka         | 1993         | 22            | Suita, Osaka                  | 1986/87                        | 27                       | 2014—                              | 2014                 |
| Nagoya Grampus      | 1993         | 23            | Nagoya, Aichi                 | 1973                           | 31                       | 1990/91—                           | 2010                 |
| Montedio Yamagata   | 1999 (J2)    | 4             | Toàn Yamagata                 | 2009                           | 4                        | 2015—                              | —                    |
| Urawa Red Diamonds  | 1993         | 22            | Saitama, Saitama              | 1965                           | 48                       | 2001—                              | 2006                 |
| Kashiwa Reysol      | 1995         | 19            | Kashiwa, Chiba                | 1965                           | 43                       | 2011—                              | 2011                 |
| Sagan Tosu          | 1999 (J2)    | 4             | Tosu, Saga                    | 2012                           | 4                        | 2012—                              | —                    |
| Sanfrecce Hiroshima | 1993         | 21            | Hiroshima, Hiroshima          | 1965                           | 43                       | 2009—                              | 2013                 |
| Shimizu S-Pulse     | 1993         | 23            | Shizuoka, Shizuoka            | 1993                           | 23                       | 1993—                              | —                    |
| F.C. Tokyo          | 1999 (J2)    | 21            | Tokyo                         | 2000                           | 21                       | 2012—                              | —                    |
| Vegalta Sendai      | 1999 (J2)    | 8             | Sendai, Miyagi                | 2002                           | 8                        | 2010—                              | —                    |
| Ventforet Kofu      | 1999 (J2)    | 6             | Toàn Yamanashi                | 2006                           | 6                        | 2013—                              | —                    |
| Vissel Kobe         | 1997         | 17            | Kobe, Hyōgo                   | 1997                           | 17                       | 2014—                              | —                    |
| Matsumoto Yamaga    | 2012 (J2)    | 1             | Trung tâm Nagano              | 2015                           | 1                        | 2015—                              | —                    |

Nguồn các đội tham dự:
- Nền hồng chỉ các câu lạc bộ gần nhất lên hạng từ J. League Hạng 2.
- "Năm gia nhập" là năm câu lạc bộ gia nhập J. League.
- "Mùa giải đầu tiên tại giải cao nhất," "Số mùa tại giải cao nhất," "Giai đoạn hiện tại ở giải cao nhất," và "Lần gần nhất giành chức vô địch" bao gồm cả Japan Soccer League Hạng Nhất.

### Các sân vận động tại giải Hạng nhất (2014)
Các sân sử dụng tại J. League:
| Albirex Niigata                | Kashima Antlers              | Omiya Ardija                | Cerezo Osaka              | Gamba Osaka                   | Yokohama F. Marinos                   |
| ------------------------------ | ---------------------------- | --------------------------- | ------------------------- | ----------------------------- | ------------------------------------- |
| Sân vận động Denka Big Swan    | Sân vận động bóng đá Kashima | Sân vận động NACK5 Omiya    | Sân vận động Yanmar Nagai | Sân vận động Kỷ niệm Expo '70 | Sân vận động Nissan                   |
| Sức chứa: 42,300               | Sức chứa: 40,728             | Sức chứa: 15,300            | Sức chứa: 47,816          | Sức chứa: 21,000              | Sức chứa: 72,370                      |
|                                |                              |                             |                           |                               |                                       |
| Kawasaki Frontale              | Vissel Kobe                  | Nagoya Grampus              | Tokushima Vortis          | Urawa Red Diamonds            | Kashiwa Reysol                        |
| Sân vận động Kawasaki Todoroki | Sân vận động Noevir Kobe     | Sân vận động Toyota         | Sân vận động Pocarisweat  | Sân vận động Saitama 2002     | Sân vận động Hitachi Kashiwa          |
| Sức chứa: 26.000               | Sức chứa: 30.132             | Sức chứa: 45.000            | Sức chứa: 20,441          | Sức chứa: 63,700              | Sức chứa: 15,900                      |
|                                |                              |                             |                           |                               |                                       |
| Sagan Tosu                     | Sanfrecce Hiroshima          | Shimizu S-Pulse             | F.C. Tokyo                | Vegalta Sendai                | Ventforet Kofu                        |
| Sân vận động Tiện nghi nhất    | Sân vận động EDION Hiroshima | Sân vận động IAI Nihondaira | Sân vận động Ajinomoto    | Sân vận động Sendai           | Sân vận động Ngân hàng Yamanashi Chuo |
| Sức chứa: 24,490               | Sức chứa: 50,000             | Sức chứa: 20,339            | Sức chứa: 50,100          | Sức chứa: 19,694              | Sức chứa: 17,000                      |
|                                |                              |                             |                           |                               |                                       |

### Câu lạc bộ cũ
| Câu lạc bộ        | Năm gia nhập | Số mùa tại J1 | Trụ sở                   | Mùa đầu tiên tại giải cao nhất | Số mùa tại giải cao nhất | Giai đoạn hiện tại ở giải cao nhất | Lần gần nhất Vô địch | Giải đấu hiện tại |
| ----------------- | ------------ | ------------- | ------------------------ | ------------------------------ | ------------------------ | ---------------------------------- | -------------------- | ----------------- |
| Omiya Ardija      | 1999 (J2)    | 10            | Saitama, Saitama         | 2005                           | 10                       | 2005–2014                          | —                    | J2                |
| Avispa Fukuoka    | 1996         | 8             | Fukuoka, Fukuoka         | 1996                           | 8                        | 2011                               | —                    | J2                |
| Cerezo Osaka      | 1995         | 16            | Osaka (thành phố), Osaka | 1965                           | 42                       | 2010–2014                          | 1980                 | J2                |
| Consadole Sapporo | 1998         | 5             | Sapporo, Hokkaidō        | 1989/90                        | 8                        | 2012                               | —                    | J2                |
| Yokohama Flügels  | 1993         | 6             | Yokohama, Kanagawa       | 1985                           | 11                       | 1988/89–1998                       | —                    | Giải thể          |
| JEF United Chiba  | 1993         | 17            | Chiba & Ichihara, Chiba  | 1965                           | 44                       | 1965–2009                          | 1985/86              | J2                |
| Júbilo Iwata      | 1994         | 20            | Iwata, Shizuoka          | 1980                           | 29                       | 1994–2013                          | 2002                 | J2                |
| Kyoto Sanga       | 1996         | 11            | Tây Nam Kyoto            | 1996                           | 11                       | 2008–2010                          | —                    | J2                |
| Oita Trinita      | 1999 (J2)    | 8             | Toàn Oita                | 2003                           | 8                        | 2013                               | —                    | J2                |
| Tokyo Verdy       | 1993         | 14            | Tokyo                    | 1978                           | 28                       | 2008                               | 1994                 | J2                |
| Tokushima Vortis  | 2005 (J2)    | 1             | Toàn Tokushima           | 2014                           | 1                        | 2014                               | —                    | J2                |
| Yokohama FC       | 2001 (J2)    | 1             | Yokohama, Kanagawa       | 2007                           | 1                        | 2007                               | —                    | J2                |

- Nền xám chỉ các câu lạc bộ gần nhất xuống J. League Hạng 2.
- "Năm gia nhập" là năm câu lạc bộ gia nhập J. League.
- "Mùa giải đầu tiên tại giải cao nhất," "Số mùa tại giải cao nhất," "Giai đoạn hiện tại ở giải cao nhất," và "Lần gần nhất giành chức vô địch" bao gồm cả Japan Soccer League Hạng Nhất.

## Thống kê

### Lịch sử các giải vô địch
Kỷ nguyên chia mùa (1993–2004)
Đậm chỉ nhà vô địch; † Mùa giải đơn; ‡ Câu lạc bộ vô địch cả hai giai đoạn
| Năm    | Giai đoạn 1         | Giai đoạn 2         |                     |
| ------ | ------------------- | ------------------- | ------------------- |
| 1993   | Kashima Antlers     | Verdy Kawasaki      |                     |
| 1994   | Sanfrecce Hiroshima | Verdy Kawasaki      |                     |
| 1995   | Yokohama Marinos    | Verdy Kawasaki      |                     |
| 1996 † | Kashima Antlers     | Kashima Antlers     | Kashima Antlers     |
| 1997   | Kashima Antlers     | Júbilo Iwata        |                     |
| 1998   | Júbilo Iwata        | Kashima Antlers     |                     |
| 1999   | Júbilo Iwata        | Shimizu S-Pulse     |                     |
| 2000   | Yokohama F. Marinos | Kashima Antlers     |                     |
| 2001   | Júbilo Iwata        | Kashima Antlers     |                     |
| 2002 ‡ | Júbilo Iwata        | Júbilo Iwata        | Júbilo Iwata        |
| 2003 ‡ | Yokohama F. Marinos | Yokohama F. Marinos | Yokohama F. Marinos |
| 2004   | Yokohama F. Marinos | Urawa Red Diamonds  |                     |

Kỷ nguyên một mùa (2005–2014)
| Năm  | Vô địch             | Á quân              | Hạng ba            |
| ---- | ------------------- | ------------------- | ------------------ |
| 2005 | Gamba Osaka         | Urawa Red Diamonds  | Kashima Antlers    |
| 2006 | Urawa Red Diamonds  | Kawasaki Frontale   | Gamba Osaka        |
| 2007 | Kashima Antlers     | Urawa Red Diamonds  | Gamba Osaka        |
| 2008 | Kashima Antlers     | Kawasaki Frontale   | Nagoya Grampus     |
| 2009 | Kashima Antlers     | Kawasaki Frontale   | Gamba Osaka        |
| 2010 | Nagoya Grampus      | Gamba Osaka         | Cerezo Osaka       |
| 2011 | Kashiwa Reysol      | Nagoya Grampus      | Gamba Osaka        |
| 2012 | Sanfrecce Hiroshima | Vegalta Sendai      | Urawa Red Diamonds |
| 2013 | Sanfrecce Hiroshima | Yokohama F. Marinos | Kawasaki Frontale  |
| 2014 | Gamba Osaka         | Urawa Red Diamonds  | Kashima Antlers    |
| 2015 | Sanfrecce Hiroshima | Gamba Osaka         |                    |
| 2016 | Kashima Antlers     | Urawa Red Diamonds  |                    |
| 2017 | Kawasaki Frontale   | Kashima Antlers     |                    |
| 2018 | Kawasaki Frontale   | Sanfrecce Hiroshima |                    |
| 2019 | Yokohama F. Marinos | FC Tokyo            |                    |
| 2020 | Kawasaki Frontale   | Gamba Osaka         |                    |
| 2021 | Kawasaki Frontale   | Yokohama F. Marinos |                    |

### Câu lạc bộ thành công nhất
Câu lạc bộ in đậm đang thi đấu tại mùa 2022.
| Câu lạc bộ          | Vô địch | Á quân | Năm vô địch                                    | Năm á quân                   |
| ------------------- | ------- | ------ | ---------------------------------------------- | ---------------------------- |
| Kashima Antlers     | 8       | 3      | 1996, 1998, 2000, 2001, 2007, 2008, 2009, 2016 | 1993, 1997, 2017             |
| Yokohama F. Marinos | 4       | 4      | 1995, 2003, 2004, 2019                         | 2000, 2002, 2013, 2021       |
| Kawasaki Frontale   | 4       | 3      | 2017, 2018, 2020, 2021                         | 2006, 2008, 2009             |
| Júbilo Iwata        | 3       | 3      | 1997, 1999, 2002                               | 1998, 2001, 2003             |
| Sanfrecce Hiroshima | 3       | 2      | 2012, 2013, 2015                               | 1994, 2018                   |
| Gamba Osaka         | 2       | 3      | 2005, 2014                                     | 2010, 2015, 2020             |
| Tokyo Verdy         | 2       | 1      | 1993, 1994                                     | 1995                         |
| Urawa Red Diamonds  | 1       | 5      | 2006                                           | 2004, 2005, 2007, 2014, 2016 |
| Nagoya Grampus      | 1       | 2      | 2010                                           | 1996, 2011                   |
| Kashiwa Reysol      | 1       | 0      | 2011                                           | 2006, 2008, 2009             |
| Shimizu S-Pulse     | 0       | 1      |                                                | 1999                         |
| Vegalta Sendai      | 0       | 1      |                                                | 2012                         |
| FC Tokyo            | 0       | 1      |                                                | 2019                         |

### Xuống hạng
| Năm  | Thứ 15              | Thứ 16                | Thứ 17               | Thứ 18               |
| ---- | ------------------- | --------------------- | -------------------- | -------------------- |
| 1998 | JEF United Ichihara | Consadole Sapporo     | Vissel Kobe          | Avispa Fukuoka       |
| 1999 | Urawa Red Diamonds  | Bellmare Hiratsuka    | Chỉ có 16 câu lạc bộ | Chỉ có 16 câu lạc bộ |
| 2000 | Kyoto Purple Sanga  | Kawasaki Frontale     | Chỉ có 16 câu lạc bộ | Chỉ có 16 câu lạc bộ |
| 2001 | Avispa Fukuoka      | Cerezo Osaka          | Chỉ có 16 câu lạc bộ | Chỉ có 16 câu lạc bộ |
| 2002 | Sanfrecce Hiroshima | Consadole Sapporo     | Chỉ có 16 câu lạc bộ | Chỉ có 16 câu lạc bộ |
| 2003 | Vegalta Sendai      | Kyoto Purple Sanga    | Chỉ có 16 câu lạc bộ | Chỉ có 16 câu lạc bộ |
| 2004 | Cerezo Osaka        | Kashiwa Reysol †      | Chỉ có 16 câu lạc bộ | Chỉ có 16 câu lạc bộ |
| 2005 | Shimizu S-Pulse     | Kashiwa Reysol ‡      | Tokyo Verdy 1969     | Vissel Kobe          |
| 2006 | Ventforet Kofu      | Avispa Fukuoka ‡      | Cerezo Osaka         | Kyoto Purple Sanga   |
| 2007 | Omiya Ardija        | Sanfrecce Hiroshima ‡ | Ventforet Kofu       | Yokohama FC          |
| 2008 | JEF United Chiba    | Júbilo Iwata †        | Tokyo Verdy          | Consadole Sapporo    |
| 2009 | Montedio Yamagata   | Kashiwa Reysol        | Oita Trinita         | JEF United Chiba     |
| 2010 | Vissel Kobe         | F.C. Tokyo            | Kyoto Sanga          | Shonan Bellmare      |
| 2011 | Urawa Red Diamonds  | Ventforet Kofu        | Avispa Fukuoka       | Montedio Yamagata    |
| 2012 | Albirex Niigata     | Vissel Kobe           | Gamba Osaka          | Consadole Sapporo    |
| 2013 | Ventforet Kofu      | Shonan Bellmare       | Júbilo Iwata         | Oita Trinita         |
| 2014 | Shimizu S-Pulse     | Omiya Ardija          | Cerezo Osaka         | Tokushima Vortis     |

* In đậm là các câu lạc bộ xuống hạng;
†Thắng Trận tranh Lên/Xuống hạng J. League;
‡ Thua Trận tranh Lên/Xuống hạng J. League và xuống hạng

## Các giải khác
Giải quốc nội
- Cúp Thiên Hoàng (1921–nay)
- JOMO All-Stars (1993–nay)
- XEROX Super Cup (1994–nay)
- Yamazaki Nabisco Cup (1992–nay, trừ 1995)

Giải quốc tế
- FIFA Club World Cup (2007–2008, 2011–2012)
- AFC Champions League (1969, 1986/87-2002/03, 2004–nay)
- Suruga Bank Championship (2008–nay)

Giải không còn tồn tại
- A3 Champions Cup (2003–2007)
- Pan-Pacific Championship (2008, 2009)
- Trận tranh Lên/Xuống hạng J.League (2004–2008)
- Sanwa Bank Cup (1994–1997)
- Suntory Championship (1993–2004, trừ 1996)

## Truyền thông

### Nhật Bản
DAZN đã mang lại quyền phát sóng kỹ thuật số độc quyền cho toàn bộ các trận đấu J.League (bao gồm cả J1 League) cho đến năm 2033. Giải đấu cũng có thể được phát trực tuyến trên Abema thông qua gói đăng ký Abema de DAZN.
Phát sóng tuyến tính cho mùa giải 2024 bị giới hạn ở một số trận đấu được phát sóng trên NHK General TV và NHK BS, ngoài một số kênh khu vực dựa trên khu vực đội của họ (như Tokyo MX, MBS TV, SBS Shizuoka, Saga TV, Sapporo TV, Mētele, TSS, NST, v.v.)

### Bên ngoài Nhật Bản
Giải đấu hiện được phủ sóng toàn cầu (trừ Trung Quốc đại lục) bởi NHK World Premium (chỉ có tiếng Nhật), Dentsu và trên kênh YouTube J.League International dành cho các quốc gia không có bản quyền truyền hình riêng.
| Quốc gia/Vùng lãnh thổ | Đài truyền hình |
| --- | --- |
| Úc | Optus Sport |
| Áo | SportdigitalDACH |
| Đức | SportdigitalDACH |
| Thụy Sĩ | SportdigitalDACH |
| Brunei | Astro SuperSport, SPOTV |
| Malaysia | Astro SuperSport, SPOTV |
| Trung Quốc | K-Ball CHN FTA và trả phí (truyền hình khu vực) - GZTV - TJTV IPTV - Wasu Truyền trực tiếp - QQ - Huya Live - Toutiao - ByteDance - Douyin |
| Vùng Balkan - Bosna và Hercegovina - Croatia - Montenegro - Bắc Macedonia - Serbia - Slovenia | Sport Klub |
| Hồng Kông | TVB (bao gồm cả J2) |
| Indonesia | MNC Sports, SPOTV |
| Ireland | FreeSports |
| Anh Quốc | FreeSports |
| Israel | Sport 5 |
| Ma Cao | TDM |
| MENA - Algérie - Bahrain - Tchad - Comoros - Djibouti - Ai Cập - Iran - Iraq - Jordan - Kuwait - Liban - Libya - Mauritanie - Maroc - Oman - Palestine - Qatar - Ả Rập Xê Út - Somalia - Sudan - Syria - Tunisia - UAE - Yemen | Dubai Sports beIn sport Alkass |
| Đài Loan | ELTA |
| Thái Lan | Siamsports (Truyền trực tiếp một số trận), PPTV (Chỉ một số trận)                                                                          |
| Ấn Độ | FanCode |
| Việt Nam | SCTV, HTV |

^CHN  – với tư cách là nhà phân phối chính, bao gồm các trận đấu J2.
^DACH  – bắt đầu từ vòng 2 của mùa giải 2020.